# Communauté de communes de la Vallée du Garon
Pour les articles homonymes, voir CCVG.
La communauté de communes de la Vallée du Garon est une communauté de communes française située dans le département du Rhône en région Auvergne-Rhône-Alpes.

## Histoire
Créée par l'arrêté préfectoral du 23 décembre 1996, elle entre en vigueur le 1er janvier 1997.

## Territoire communautaire

### Composition
La communauté de communes est composée des 5 communes suivantes :

| Nom              | Code Insee | Gentilé      | Superficie (km2) | Population (dernière pop. légale) | Densité (hab./km2) |
| ---------------- | ---------- | ------------ | ---------------- | --------------------------------- | ------------------ |
| Brignais (siège) | 69027      | Brignairots  | 10,36            | 12 330 (2022)                     | 1 190              |
| Chaponost        | 69043      | Chaponois    | 16,32            | 9 217 (2022)                      | 565                |
| Millery          | 69133      | Millerots    | 9,22             | 4 323 (2022)                      | 469                |
| Montagny         | 69136      | Montagnerots | 8,3              | 3 212 (2022)                      | 387                |
| Vourles          | 69268      | Vourlois     | 5,6              | 3 353 (2022)                      | 599                |

### Démographie
| 1968   | 1975   | 1982   | 1990   | 1999   | 2007   | 2012   | 2015   | 2017   |
| ------ | ------ | ------ | ------ | ------ | ------ | ------ | ------ | ------ |
| 11 285 | 16 317 | 20 661 | 23 999 | 27 515 | 28 564 | 28 772 | 30 283 | 30 852 |

| 2019   | - | - | - | - | - | - | - | - |
| ------ | - | - | - | - | - | - | - | - |
| 31 746 | - | - | - | - | - | - | - | - |

## Administration

### Siège
Le siège de la communauté de communes est à Brignais, 262 rue Barthélémy Thimonnier.

### Tendances politiques
| Commune   | Maire               | Étiquette | Étiquette |
| --------- | ------------------- | --------- | --------- |
| Brignais  | Serge Bérard        |           | DVD       |
| Chaponost | Damien Combet       |           | DVD       |
| Millery   | Françoise Gauquelin |           | DVD       |
| Montagny  | Pierre Fouilland    |           | LR        |
| Vourles   | Catherine Staron    |           | DVD       |

### Conseil communautaire
Les 37 conseillers titulaires sont ainsi répartis selon le droit commun comme suit : 
| Nombre de délégués | Communes          |
| ------------------ | ----------------- |
| 13                 | Brignais          |
| 10                 | Chaponost         |
| 6                  | Millery           |
| 4                  | Montagny, Vourles |

### Élus
La communauté de communes est administrée par son conseil communautaire constitué en 2020 de 37 conseillers communautaires, qui sont des conseillers municipaux représentant chacune des communes membres.
À la suite des élections municipales de 2020 dans le Rhône, le conseil communautaire du 6 juillet 2020 a élu sa présidente, Françoise Gauquelin, maire de Millery, ainsi que ses 5 vice-présidents et 4 conseillers communautaires. À cette date, la liste des membres du bureau communautaire est la suivante :
|     | Attributions                                     | Identité            | Qualité                           |
| --- | ------------------------------------------------ | ------------------- | --------------------------------- |
| PR  |                                                  | Françoise Gauquelin | Maire de Millery                  |
| 1er | Économie                                         | Serge Bérard        | Maire de Brignais                 |
| 2e  | Mobilité, environnement et transition écologique | Damien Combet       | Maire de Chaponost                |
| 3e  | Finances                                         | Catherine Staron    | Maire de Vourles                  |
| 4e  | Patrimoine et bâtiments communautaires           | Guy Boisserin       | Conseiller municipal de Brignais  |
| 5e  | Voirie                                           | Jean-Louis Gergaud  | Adjoint au maire de Montagny      |
| CD  | Action sociale intercommunale                    | Josiane Chapus      | Adjointe au maire de Millery      |
| CD  | Agriculture                                      | Jérôme Crozet       | Conseiller municipal de Chaponost |
| CC  |                                                  | Thierry Dillenseger | Adjoint au maire de Vourles       |
| CC  |                                                  | Pierre Fouilland    | Maire de Montagny                 |

### Liste des présidents
| Période      | Période                       | Identité            | Étiquette    | Qualité                                      |
| ------------ | ----------------------------- | ------------------- | ------------ | -------------------------------------------- |
| mars 1997    | avril 2008                    | Pierre Neyroud      | DVD puis UMP | Maire de Vourles (1992 → 2008)               |
| avril 2008   | avril 2014                    | Marc Cliet          | DVD          | Maire de Millery (2001 → 2014)               |
| avril 2014   | juillet 2020                  | Jean-Louis Imbert   |              | Adjoint au maire de Brignais (jusqu'en 2018) |
| juillet 2020 | En cours (au 15 juillet 2020) | Françoise Gauquelin | DVD          | Maire de Millery (2014 → )                   |

### Compétences
L'intercommunalité exerce les compétences qui lui ont été transférées par les communes membres, dans les conditions définies par le code général des collectivités territoriales.